# Sartes
Sartes é uma comuna francesa na região administrativa de Grande Leste, no departamento de Vosges. Estende-se por uma área de 6,86 km². Em 2010 a comuna tinha 98 habitantes (densidade: 14,3 hab./km²).